# Sztokwerk
Sztokwerk – forma złoża mineralnego, w której nagromadzenie kopaliny występuje w postaci cienkich żyłek, przecinających się wzajemnie.